# Саїда Гунба
Саїда Гунба  (груз. საიდა გუმბა, 30 серпня 1959—24 листопада 2018) — радянська легкоатлетка, олімпійська медалістка.

## Виступи на Олімпіадах
| Олімпіада   | Дисципліна    | Місце |
| ----------- | ------------- | ----- |
| Москва 1980 | метання списа | 2     |